# 詩とファンタジー
『詩とファンタジー』（しとファンタジー）は、かまくら春秋社の発行する不定期刊行の文芸雑誌。創刊から24号までやなせたかしが責任編集を務めていた。

## 概要
2007年10月19日に「2007年秋天号」として創刊。当初は季刊だった。
かつてサンリオが発行しており、やなせたかしが編集長を務めていた月刊誌『詩とメルヘン』（1973年創刊、2003年休刊）の、事実上の復刊といえる雑誌である。
やなせのもとに集った人気イラストレーターと投稿詩とのコラボレーションを謳っていた。
2013年10月13日にやなせが死去。同年10月19日発売の「2013年秋栞号」（24号）がやなせの責任編集としての最後の号となった。
2014年1月19日発売の「2014年冬思号」（25号）からは「詩とファンタジー」刊行委員会が責任編集を務めている。また、創刊以来やなせが描いていた表紙イラストは、この号から宇野亞喜良が手掛けている。
2015年10月19日発売の「2015年秋染号」（32号）にて、次号から年2回刊（毎年4月1日と10月1日発行）になると発表された。
2018年4月5日発売の37号にて定期刊行を終了、今後は別冊として不定期刊行になる予定と発表された。
2018年8月1日に不定期刊行移行後初の号となる『別冊詩とファンタジー まるごと林家木久扇』が発行され、2019年1月8日に38号が発売された。
2025年8月時点では、2024年12月25日発売の『詩とファンタジー No.48』が最新号。